# Episodi di HappinessCharge Pretty Cure!

Logo occidentale della serie

Lista degli episodi di HappinessCharge Pretty Cure!, undicesima serie anime di Pretty Cure, trasmessa in Giappone su TV Asahi dal 2 febbraio 2014 al 25 gennaio 2015. In Italia è inedita.
La sigla originale di apertura, HappinessCharge Precure! WOW! (ハピネスチャージプリキュア！ＷＯＷ！?), è cantata da Sayaka Nakaya, mentre quelle di chiusura, Precure Memory (プリキュア・メモリ?) per gli ep. 1-26 e Party Has Come (パーティ ハズカム?) per gli ep. 27-49, da Hitomi Yoshida.
Dall'episodio 1 al 34, poco prima della sigla d'apertura, sono presenti dei corti animati nei quali, a turno, ognuna delle Pretty Cure delle precedenti serie si congratula per il decimo anniversario del franchise.

## Lista episodi
| Nº | Titolo italiano (traduzione letterale) Giapponese 「Kanji」 - Rōmaji | In onda           | In onda |
| Nº | Titolo italiano (traduzione letterale) Giapponese 「Kanji」 - Rōmaji | Giapponese        |         |
| 1  | Amo l'amore! Cure Lovely è nata! 「愛が大好き！キュアラブリー誕生！」 - Ai ga daisuki! Kyua Raburī tanjō! | 2 febbraio 2014   |         |
| 1  | Mentre le Pretty Cure di tutto il mondo combattono contro i Saiark, servitori del malvagio Impero Fantasma guidato da Queen Mirage, Himelda "Hime" Window, nota anche come Cure Princess, si sente scoraggiata dopo aver perso ancora una volta in battaglia, dovendo essere salvata da un'altra guerriera, Cure Fortune. Il dio dell'universo Blue le dona così il Cristallo d'Amore, in modo che possa trovare un'alleata che combatta al suo fianco: entusiasta di poter avere un'amica, Hime lancia a caso l'oggetto, che cade casualmente su una ragazza di nome Megumi Aino. Hime, insieme alla fatina Ribbon, segue di nascosto Megumi per vedere se ha le qualità per essere una guerriera e scopre che è una giovane ottimista a cui piace aiutare le persone. L'incontro tra Hime e Megumi viene però interrotto da uno dei comandanti dell'Impero Fantasma, Namakeruda, che causa scompiglio con l'evocazione di un Saiark. Cure Princess da sola si affretta a rispondere all'attacco, nonostante sia impaurita; Megumi interviene per difenderla, risvegliando il potere del cristallo che diventa un PreChan Mirror e la trasforma nella Pretty Cure dell'Amore, Cure Lovely. |                   |         |
| 2  | L'amicizia tra Hime e Megumi! Le HappinessCharge Pretty Cure sono formate!! 「ひめとめぐみの友情！ハピネスチャージプリキュア結成！！」 - Hime to Megumi no yūjō! Hapinesu Chāji Purikyua kessei!! | 9 febbraio 2014   |         |
| 2  | Temendo di perdere ancora una volta contro il nemico, Cure Princess scappa nel bel mezzo della battaglia. Blue racconta come l'organizzazione dell'Impero Fantasma sia riuscita ad emergere da una scatola chiamata Axia, dentro cui sono sigillati tutti i mali, e abbia iniziato ad affliggere il mondo con i mostri Saiark, inclusa la patria di Hime, il Regno Blue Sky, per portare sventura e distruzione. Hime sente di non avere possibilità contro di loro e di essere un fallimento come Pretty Cure, scappando via. Megumi, aiutata dalla sua amica Yuko Omori che si era imbattuta in Hime in precedenza, la ritrova e le infonde un po' di coraggio per poi affrontare nuovamente Namakeruda e il suo esercito di scagnozzi Choiark. Cure Lovely e Cure Princess formano il duo HappinessCharge Pretty Cure e, con supporto reciproco, riescono a vincere. Infine, affiancate dalla fatina Ribbon, decidono di raccogliere tutte le PreCard, carte ottenute dalla purificazione dei Saiark con cui si possono esaudire i desideri, e annientare così l'Impero Fantasma con la promessa di aiutarsi a vicenda d'ora in poi.                                                     |                   |         |
| 3  | Il segreto viene scoperto!? L'identità delle Pretty Cure è un segreto assoluto!! 「秘密がばれちゃった！？プリキュアの正体は絶対秘密！！」 - Himitsu ga barechatta!? Purikyua no shōtai wa zettai himitsu!! | 16 febbraio 2014  |         |
| 3  | Blue dà a Megumi e Hime dei cellulari chiamati Cure Line, in modo che possano tenersi in contatto tra loro, prima di esortarle a mantenere segreta la loro identità di Pretty Cure ai loro amici e alle loro famiglie. Tuttavia, Megumi ha difficoltà a nascondere le cose a Seiji Sagara, un amico d'infanzia che la conosce molto bene e abita accanto a lei. Seiji ama le arti marziali e, durante il suo allenamento mattutino, viene attaccato dai Choiark guidati da una donna al servizio dell'Impero Fantasma, Hosshiwa. Megumi e Hime, arrivando sulla scena, decidono di trasformarsi davanti a Seiji pur di proteggerlo. Cure Lovely utilizza una sua Form Change, Cherry Flamenco, per colpire i Choiark e si unisce a Cure Princess per sconfiggere il Saiark. Successivamente le ragazze insieme a Blue spiegano la situazione a Seiji, che decide di mantenere il segreto e aiutarle. |                   |         |
| 4  | La studentessa trasferitasi è una principessa!! Il grande piano di Hime per avere degli amici!! 「転校生はお姫様！！ひめの友達ゲット大作戦！！」 - Tenkōsei wa ohime-sama!! Hime no tomodachi getto daisakusen!! | 23 febbraio 2014  |         |
| 4  | Hime, stabilitasi all'ambasciata di Blue Sky sulla Terra, inizia a frequentare la stessa scuola di Megumi a Pikarigaoka con il nome di Hime Shirayuki. La ragazza è entusiasta all'idea di stringere nuove amicizie, ma allo stesso tempo ha paura a causa della sua timidezza e non sa come approcciarsi. Mentre si lamenta delle sue azioni da sola nel magazzino della palestra, Hime incontra un insegnante con lo stesso problema, Nakano, preoccupato che i suoi alunni non lo ascoltino. Proprio in quel momento, Namakeruda sferra un attacco: Cure Princess utilizza una sua Form Change, Sherbet Ballet, per colpire i Choiark, per poi battere il Saiark, rafforzata dal desiderio di proteggere la scuola. Infine Hime dice al professor Nakano alcune parole di incoraggiamento, prima di trovare la forza per fare amicizia con Yuko. |                   |         |
| 5  | Megumi e Hime! La grande operazione per aiutare dei cari amici!! 「めぐみとひめ！仲良しおたすけ大作戦！！」 - Megumi to Hime! Nakayoshi otasuke daisakusen!! | 2 marzo 2014      |         |
| 5  | Sulla strada di casa, Megumi e Hime finiscono per fare molte buone azioni, come ripulire i rifiuti, curare un cucciolo ferito, aiutare un bambino smarrito e dare a qualcuno il coraggio di fare la proposta alla sua fidanzata. Hime racconta come i suoi genitori, i regnanti di Blue Sky, siano stati intrappolati negli specchi dall'Impero Fantasma, mentre Megumi rivela di come vorrebbe aiutare sua madre Kaori molto malata. Hosshiwa approfitta della natura aiutante di Megumi per attirare lei e Hime in una trappola, attaccandole; la nemica fa passare il desiderio di Megumi di aiutare gli altri soltanto per soddisfazione personale, ma Hime la difende e crede nei buoni sentimenti dell'amica. Una volta sconfitto il Saiark, Megumi ringrazia Hime per aver avuto fiducia in lei. |                   |         |
| 6  | La gentilezza di Ribbon!! Questo è amore per la cucina!! 「リボンの優しさ！！料理って愛情なんです！！」 - Ribon no yasashisa!! Ryōri tte aijō nan desu!! | 9 marzo 2014      |         |
| 6  | Ribbon si arrabbia con Hime perché non apprezza la sua cucina e preferisce mangiare altrove. Yuko, volendo che Hime capisca i sentimenti che ci sono dietro la cucina, le chiede di dare una mano nel negozio di bentō da asporto della sua famiglia, dove impara quanto duro lavoro ci vuole per preparare il cibo per gli altri. Proprio mentre Megumi porta Ribbon in modo che Hime possa scusarsi, Namakeruda prende di mira il negozio: le Pretty Cure sono determinate a proteggere il luogo, soprattutto Cure Princess che comprende lo sforzo che Ribbon mette nella sua cucina e reagisce con una sua Form Change, Macadamia HulaDance, per colpire i Choiark prima di scacciare il Saiark. Hime poi si scusa con Ribbon per il suo comportamento e le due riescono a riconciliarsi. |                   |         |
| 7  | Amicizia a tutto gas!! Il nuovo potere del duo!! 「友情全開！！二人の新たなる力！！」 - Yūjō zenkai!! Futari no aratanaru chikara!! | 16 marzo 2014     |         |
| 7  | All'ambasciata di Blue Sky, Hime decide di organizzare una festa, ma accade un piccolo diverbio con Megumi che vuole dare una mano con i preparativi. Megumi si chiede cosa abbia fatto di sbagliato, e Ribbon le spiega che Hime voleva preparare da sola la torta come sorpresa per lei. Nel frattempo, Hosshiwa torna ad attaccare con soltanto Cure Princess a tentare di contrastarla; Cure Lovely arriva appena in tempo per aiutarla, scusandosi di non aver compreso le sue intenzioni, e viceversa Cure Princess si scusa per essersi arrabbiata con lei. Poiché le due guerriere desiderano diventare più forti insieme, uniscono le forze per produrre un nuovo potere e annientare l'avversario. Più tardi, Hime celebra insieme agli altri i cento giorni da quando lei e Megumi sono diventate amiche. |                   |         |
| 8  | La crisi dell'amicizia!! L'inquietante profezia di Miss Fortune!! 「友情の危機！！ミスフォーチュンの不吉な予言！！」 - Yūjō no kiki!! Misufōchun no fukitsuna yogen!! | 23 marzo 2014     |         |
| 8  | Il notiziario televisivo chiamato "Pretty Cure Weekly", condotto da Miyo Masuko, mostra vari gruppi di Leggendarie Guerriere sparsi nel mondo combattere contro i Saiark; le HappinessCharge sono euforiche di essere intervistate in qualità di Pretty Cure, ma Ribbon e Blue le avvisano di non sbilanciarsi troppo. Intanto a Pikarigaoka si svolge un festival come consuetudine da mille anni e Megumi e Hime vanno insieme alle amiche a dare un'occhiata. Dopo che Hime spende tutta la sua paghetta nelle bancarelle, le ragazze scelgono di farsi dire la propria fortuna da Iona Hikawa, una loro compagna di scuola, che predice un terribile futuro per loro. Un terzo generale al servizio dell'Impero Fantasma, Oresky, fa la sua comparsa prendendo alla sprovvista le Pretty Cure. Cure Fortune interviene e mette fine allo scontro, consigliando a Cure Lovely di non collaborare più con Cure Princess perché secondo il suo parere non ci si può fidare di lei. |                   |         |
| 9  | Ossu con il karate!! Il power-up delle Pretty Cure!? 「空手でオッス！！プリキュアパワーアップ！？」 - Karate de ossu!! Purikyua pawā appu!? | 30 marzo 2014     |         |
| 9  | Visto il recente scontro in cui si sono trovate in svantaggio, Megumi e Hime decidono di allenare il proprio corpo. Seiji le porta nel dojo di karate locale dove si esercita anche Iona e Kazumi, un'amica e compagna di scuola. Le ragazze sono impazienti di conoscere le tecniche di combattimento avanzate, ma Seiji insiste affinché inizino con le tecniche di base. Il giorno successivo, mentre Kazumi si prepara nervosamente a sostenere un esame per migliorare le sue capacità, viene presa di mira da Oresky. Le Pretty Cure si precipitano all'attacco, ma si trovano di nuovo in svantaggio. Quando le cose sembrano peggiorare, compare una misteriosa nuova Pretty Cure di nome Cure Honey, la quale utilizza una canzone rilassante che ipnotizza i nemici e permette a Cure Lovely e Cure Princess di rimettersi in forma. Dopo che Cure Honey si è congedata, Kazumi è incoraggiata a fare del suo meglio per il suo esame. |                   |         |
| 10 | La Pretty Cure cantante! Appare Cure Honey!! 「歌うプリキュア！キュアハ二ー登場！！」 - Utau Purikyua! Kyua Hanī tōjō!! | 6 aprile 2014     |         |
| 10 | Megumi e Hime tentano di rintracciare Cure Honey per scoprire chi è veramente e cercare di convincerla a unirsi alla loro squadra. La canzone di quest'ultima viene ripresa in TV e diventa popolare a scuola, con grande sgomento della presidentessa del coro scolastico, Hitomi, che vuole che il suo club si eserciti seriamente per un concorso imminente. Hitomi si arrabbia quando il resto del coro si oppone alla sua severità, volendo sperimentare qualcosa di più divertente. Hosshiwa approfitta di ciò e utilizza la medesima canzone di Cure Honey per diffondere caos: Honey risponde e sovrasta l'attacco con il suo canto, aiutando Lovely e Princess a vincere. Hitomi fa pace con gli altri membri del coro e promette che possono cantare una canzone molto divertente e buona per vincere al concorso, mentre la pacifica Yuko Omori rivela a Megumi, Hime e Ribbon di essere lei Cure Honey, lasciandole sbalordite. |                   |         |
| 11 | Un messaggio misterioso! Il segreto di Cure Honey!! 「謎のメッセージ！キュアハ二ーの秘密！！」 - Nazo no messēji! Kyua Hanī no himitsu!! | 13 aprile 2014    |         |
| 11 | Blue spiega che ha dato a Yuko il potere di diventare una Pretty Cure prima di Megumi, anche se Yuko si rifiuta di divulgare il motivo per cui non l'ha rivelato prima. Il giorno successivo, Yuko invita Megumi, Hime e Seiji sulle montagne, dove aiutano i nonni di Yuko, Ine e Yonezo, a piantare il riso fornito poi al negozio di famiglia Omori Gohan. Mentre Hime si chiede perché Yuko abbia tenuto segreta la sua identità di guerriera a lei e Megumi, Namakeruda attacca nuovamente sul luogo. Quando Cure Honey si unisce alla lotta, scopre che il Saiark è resistente alla sua canzone, ma viene presto supportata da Cure Lovely e Cure Princess e riesce a colpire i Choiark con una sua Form Change, Popcorn Cheer, sconfiggendo il nemico. Al termine del loro impiego, Yuko rivela che i sentimenti dietro ciò che delizioso sono il motivo per cui è diventata una Pretty Cure, ma era troppo imbarazzata per dirlo prima. |                   |         |
| 12 | Megumi a rischio! La crisi di squalifica come Pretty Cure!! 「めぐみピンチ！プリキュア失格の危機！！」 - Megumi pinchi! Purikyua shikkaku no kiki!! | 20 aprile 2014    |         |
| 12 | Megumi prende uno dei peggiori voti della classe e deve ripetere l'esame oppure frequentare le lezioni di doposcuola per il resto dell'anno scolastico insieme a Kenta Yamazaki, il quale è più interessato al baseball che agli studi. Megumi subisce ulteriori pressioni quando Blue minaccia di sospenderla dalle attività delle Pretty Cure se dovesse fallire. Mentre Hime e Yuko aiutano Megumi, Seiji insegna a Kenta l'importanza dello studio. Namakeruda torna a colpire, instaurando una partita di baseball tra Saiark e Pretty Cure: dopo una serie di palle foul, Cure Lovely riesce a capire lo schema dei lanci del Saiark e ad ottenere un fuoricampo, permettendole di sconfiggere l'avversario. In seguito, Megumi e Kenta studiano duramente e riescono a superare il loro esame. |                   |         |
| 13 | Appare un formidabile nemico! Cure Fortune contro il cacciatore di Pretty Cure! 「強敵登場！キュアフォーチュンＶＳプリキュアハンター！」 - Kyōteki tōjō! Kyua Fōchun tai Purikyua Hantā! | 27 aprile 2014    |         |
| 13 | Phantom, uomo al servizio di Queen Mirage, denominato "cacciatore di Pretty Cure" perché ha sconfitto nel tempo un alto numero di Leggendarie Guerriere imprigionandole in un cimitero a loro dedicato, scopre che anche a Pikarigaoka ce ne sono. Blue ripensa a un amore perduto, in un viaggio attraverso uno degli specchi nella Cross Mirror Room, venendo raggiunto da Megumi. Phantom appare davanti a loro, mostrando un particolare odio nei confronti di Blue per rispetto di Mirage, e attacca violentemente Cure Lovely. L'intervento di Fortune non sembra fermarlo, e Lovely le assicura che devono fare lavoro di squadra se vogliono batterlo. Dopo che Blue ha convinto Phantom ad andarsene, affermando che sconfiggerlo non sarebbe stato il desiderio di Mirage, Cure Fortune rivela di aver ereditato i poteri da sua sorella maggiore, Cure Tender, caduta in battaglia proprio contro Phantom. Blue si incolpa per tutte le disgrazie successe, ma Megumi lo consola e gli dice che può contare su di lei e le altre, mostrandosi grata per essere diventata una Pretty Cure.                                                                                        |                   |         |
| 14 | Appare un eroe! È davvero un tizio incredibile!! 「ヒーロー登場！あいつはいかしたすごいやつ！！」 - Hīrō tōjō! Aitsu wa ikashita sugoi yatsu!! | 4 maggio 2014     |         |
| 14 | Dopo averlo visto in azione, Megumi pensa che Phantom sia troppo potente per lei e le altre Pretty Cure. Nel frattempo, Seiji chiama le ragazze per aiutarlo nella raccolta delle vongole sulla spiaggia insieme alla classe della sua sorellina Mao. Tra i compagnetti di quest'ultima c'è Takuma, un bambino che ama i supereroi tanto da indossare un costume e mettersi al servizio degli altri. Durante la ricerca delle vongole, Oresky attacca sul luogo: spinto dallo spirito eroico, Takuma tenta per assurdo di proteggere i suoi amici. Le Pretty Cure rispondono al nemico e lodano il bambino per il suo essere un eroe. Dopodiché, Takuma viene visto dai compagni non più infantile ma sotto una nuova luce per il suo comportamento, e l'intero gruppo a fine giornata si gode il loro bottino di pesca. |                   |         |
| 15 | Voglio incontrare la mamma! Hime torna nel Regno Blue Sky! 「お母さんに逢いたい！ひめブルースカイ王国に帰る！」 - Okā-san ni aitai! Hime Burū Sukai Ōkoku ni kaeru! | 11 maggio 2014    |         |
| 15 | È il giorno della festa della mamma e Megumi e Yuko suggeriscono a Hime di recarsi nel Regno Blue Sky in modo che possa consegnare di persona il dolce che ha preparato appositamente per sua madre, rimasta intrappolata in uno specchio quando l'Impero Fantasma ha invaso la patria. Blue permette alle ragazze di andare, ma le avverte di evitare scontri il più possibile poiché i loro poteri di Pretty Cure saranno indeboliti a causa dell'enorme influenza nemica sul posto. Hime, Megumi e Yuko si addentrano nel regno di nascosto, giungendo al palazzo reale dove si trovano i genitori di Hime, ma dopo aver consegnato il regalo vengono scoperte da Hosshiwa, Namakeruda e Oresky. Le Pretty Cure debilitate, incapaci persino di battere i Choiark, riescono a malapena a scappare attraverso un portale per tornare sulla Terra. Hime lamenta di dover scappare di nuovo, ma Megumi e Yuko le assicurano che diventeranno più forti e un giorno libereranno il Regno Blue Sky. |                   |         |
| 16 | Io sono Mass Communication!! Vi mostrerò tutti i segreti delle Pretty Cure!! 「私はマスコミよ！！プリキュアの秘密全部見せます！！」 - Watashi wa masukomi yo!! Purikyua no himitsu zenbu misemasu!! | 18 maggio 2014    |         |
| 17 | Fatica e coraggio!! Il legame di Megumi e Seiji!! 「努力と根性！！めぐみと誠司の絆！！」 - Doryoku to konjō!! Megumi to Seiji no kizuna!! | 25 maggio 2014    |         |
| 18 | Sosteniamolo a pieno tutti felicemente! Il matrimonio a Pikarigaoka!! 「みんなで幸せ全力応援！ぴかりが丘の結婚式！！」 - Minna de shiawase zenryoku ōen! Pikarigaoka no kekkonshiki!! | 1º giugno 2014    |         |
| 19 | La sfida a calcio! Si forma la squadra delle Pretty Cure! 「サッカー対決！チームプリキュア結成！」 - Sakkā taiketsu! Chīmu Purikyua kessei! | 8 giugno 2014     |         |
| 20 | Un triste passato!! Le lacrime di Cure Fortune 「悲しい過去！！キュアフォーチュンの涙」 - Kanashī kako!! Kyua Fōchun no namida | 15 giugno 2014    |         |
| 21 | L'errore di Hime nel passato! Cure Fortune in collera! 「ひめの過去の過ち！怒りのキュアフォーチュン！」 - Hime no kako no ayamachi! Ikari no Kyua Fōchun! | 22 giugno 2014    |         |
| 22 | Una nuova trasformazione!? Il grande desiderio di Fortune! 「新たな変身！？フォーチュンの大いなる願い！」 - Aratana henshin!? Fōchun no ōinaru negai! | 29 giugno 2014    |         |
| 23 | Super nervosismo! Iona e Hime, il primo incarico! 「超キンチョー！いおなとひめ、はじめてのおつかい！」 - Chō kinchō! Iona to Hime, hajimete no otsukai! | 6 luglio 2014     |         |
| 24 | La grande strategia per il power-up delle Pretty Cure dell'allenatrice Iona! 「いおなコーチのプリキュアパワーアップ大作戦！」 - Iona kōchi no Purikyua pawā appu daisakusen! | 13 luglio 2014    |         |
| 25 | Batticuore d'amore! Il climax del campo d'allenamento delle Pretty Cure! 「恋にドキドキ！プリキュア合宿クライマックス！」 - Koi ni dokidoki! Purikyua gasshuku kuraimakkusu! | 20 luglio 2014    |         |
| 26 | I due dispersi! La grande avventura di Hime e Seiji! 「迷子のふたり！ひめと誠司の大冒険！」 - Maigo no futari! Hime to Seiji no daibōken! | 27 luglio 2014    |         |
| 27 | Hime dubbiosa! La crisi di scioglimento della squadra delle Pretty Cure!? 「悩めるひめ！プリキュアチーム解散の危機！？」 - Nayameru Hime! Purikyua chīmu kaisan no kiki!? | 10 agosto 2014    |         |
| 28 | Atterraggio alle Hawaii! Compaiono le Alo~ha Pretty Cure! 「ハワイ上陸！アロ～ハプリキュア登場！」 - Hawai jōriku! Aro~ha Purikyua tōjō! | 17 agosto 2014    |         |
| 29 | La vera forma della Axia! Shining Make Dresser!! 「アクシアの真の姿！シャイニングメイクドレッサー！！」 - Akushia no shin no sugata! Shainingu Meiku Doressā!! | 24 agosto 2014    |         |
| 30 | Il piano segreto di Phantom! Un'altra Cure Lovely! 「ファントムの秘策！もう一人のキュアラブリー！」 - Fantomu no hisaku! Mō hitori no Kyua Raburī! | 31 agosto 2014    |         |
| 31 | Un inaspettato rapido approccio!? Cure Honey e Phantom! 「まさかの急接近！？キュアハ二ーとファントム！」 - Masaka no kyūsekkin!? Kyua Hanī to Fantomu! | 7 settembre 2014  |         |
| 32 | Il primo amore di Iona!? La Innocent Form si attiva! 「いおなの初恋！？イノセントフォーム発動！」 - Iona no hatsukoi!? Inosento Fōmu hatsudō! | 14 settembre 2014 |         |
| 33 | Anch'io voglio diventarlo! La ricerca dell'Innocent di Megumi! 「わたしもなりたい！めぐみのイノセントさがし！」 - Watashi mo naritai! Megumi no Inosento sagashi! | 21 settembre 2014 |         |
| 34 | Le grandi azioni di Hime!? Entusiasmiamoci! Il primo festival culturale 「ひめ大活躍！？盛り上げよう！はじめての文化祭」 - Hime dai katsuyaku!? Moriageyou! Hajimete no bunkasai | 28 settembre 2014 |         |
| 35 | Sii delizioso con tutti! La consegna di felicità di Yuko! 「みんなでおいしく！ゆうこのハピネスデリバリー！」 - Minna de oishiku! Yūko no hapinesu deribarī! | 5 ottobre 2014    |         |
| 36 | Un sacco d'amore! Il compleanno Innocent di Megumi! 「愛がいっぱい！めぐみのイノセントバースデー！」 - Ai ga ippai! Megumi no Inosento Bāsudē! | 12 ottobre 2014   |         |
| 37 | Il Big Bang distrutto! Appare un inaspettato nemico formidabile! 「やぶられたビッグバーン！まさかの強敵登場！」 - Yaburareta Biggu Bān! Masaka no kyōteki tōjō! | 19 ottobre 2014   |         |
| 38 | Risuonano le quattro voci! Innocent Purification! 「響け４人の歌声！イノセントプリフィケーション！」 - Hibike yo-nin no utagoe! Inosento Purifikēshon! | 26 ottobre 2014   |         |
| 39 | Il grande shock di Iona! La partenza di Cure Tender! 「いおな大ショック！キュアテンダーの旅立ち！」 - Iona dai shokku! Kyua Tendā no tabidachi! | 9 novembre 2014   |         |
| 40 | Laggiù c'è la felicità! Il giorno di vacanza delle Pretty Cure! 「そこにある幸せ！プリキュアの休日！」 - Soko ni aru shiawase! Purikyua no kyūjitsu! | 16 novembre 2014  |         |
| 41 | Per amor di Mirage! L'ultima battaglia di Phantom! 「ミラージュのために！ファントム最後の戦い！」 - Mirāju no tame ni! Fantomu saigo no tatakai! | 23 novembre 2014  |         |
| 42 | Battaglia decisiva nell'Impero Fantasma! Le Pretty Cure contro i tre generali! 「幻影帝国の決戦！プリキュアＶＳ三幹部！」 - Gen'ei Teikoku no kessen! Purikyua tai sankanbu! | 30 novembre 2014  |         |
| 43 | Sentimenti contrastanti! Lovely e Mirage! 「ぶつけあう想い！ラブリーとミラージュ！」 - Butsukeau omoi! Raburī to Mirāju! | 7 dicembre 2014   |         |
| 44 | Una nuova minaccia!? Il Saiark rosso!! 「新たなる脅威！？赤いサイアーク！！」 - Aratanaru kyōi!? Akai Saiāku!! | 14 dicembre 2014  |         |
| 45 | Il nemico è un dio!? Un Natale d'impatto! 「敵は神様！？衝撃のクリスマス！」 - Teki wa kami-sama!? Shōgeki no Kurisumasu! | 21 dicembre 2014  |         |
| 46 | Una battaglia tra amore e odio! Seiji contro le Pretty Cure! 「愛と憎しみのバトル！誠司ＶＳプリキュア！」 - Ai to nikushimi no batoru! Seiji tai Purikyua! | 28 dicembre 2014  |         |
| 47 | Grazie Seiji! Il potere nato dall'amore! 「ありがとう誠司！愛から生まれる力！」 - Arigatou Seiji! Ai kara umareru chikara! | 11 gennaio 2015   |         |
| 48 | Oltre l'odio! È nata! Forever Lovely! 「憎しみをこえて！誕生！フォーエバーラブリー！」 - Nikushimi wo koete! Tanjō! Fōebā Raburī! | 18 gennaio 2015   |         |
| 49 | L'amore splenderà per sempre! Tutti felici di felicità! 「愛は永遠に輝く！みんな幸せハピネス！」 - Ai wa eien ni kagayaku! Minna shiawase hapinesu! | 25 gennaio 2015   |         |